# Le Monêtier-les-Bains
Le Monêtier-les-Bains – miejscowość i gmina we Francji, w regionie Prowansja-Alpy-Lazurowe Wybrzeże, w departamencie Alpy Wysokie.

## Demografia
Według danych na rok 1990 gminę zamieszkiwało 987 osób, a gęstość zaludnienia wynosiła 10 osób/km². W styczniu 2015 r. Le Monêtier-les-Bains zamieszkiwało 1049 osób, przy gęstości zaludnienia wynoszącej 10,7 osób/km².

## Historia

### Starożytność
Miejscowość istniała już w czasach rzymskich. Nosiła wtedy nazwę Stabatio. Już wówczas było znane znajdujące się tu źródło termalne, którego woda wykazywała właściwości lecznicze w dolegliwościach gastrycznych, dermatologicznych i reumatologicznych.

### Średniowiecze
W średniowieczu osadę nazwano od znajdującego się tu klasztoru Monestier de Briançon, założonego w IX wieku. Wraz z rozwojem języka francuskiego nazwa przyjęła obecną formę Monêtier.

### Wczesna nowożytność
W wieku XVIII i w I połowie XIX w. źródło cieszyło się znaczną popularnością wśród mieszczan z Briançon i oficerów stacjonującego w tym mieście garnizonu. Z czasem jednak liczba gości zaczęła maleć. W roku 1893 uchwałą rady gminnej zmieniono nazwę na Le Monêtier-les-Bains, aby podkreślić rolę źródła i uzdrowiskowe aspiracje miejscowości. W tym czasie obudowano źródło pawilonem zwanym tu "Rotundą".

### Wiek XX
Po I wojnie światowej popularność źródła zmalała i dopiero w ostatnich latach dzięki staraniom lokalnych władz wdrożono w życie projekt jego rewitalizacji. W II połowie XX w. miejscowość rozwinęła się jako lokalny ośrodek letniskowy i narciarski.

## Tour de France
Ze względu na swe położenie, około 20 km od przełęczy Lautaret (2058 m n.p.m. - 12. spośród najwyższych przełęczy alpejskich na trasie wyścigu), jest regularnie odwiedzana przez uczestników i kibiców Tour de France. Na przestrzeni ostatnich 20 lat 8-krotnie (lata: 1996, 1999, 2000, 2003, 2005, 2007, 2008 i 2011) znajdowała się na trasie Touru.